# Oakes Ames (Politiker)

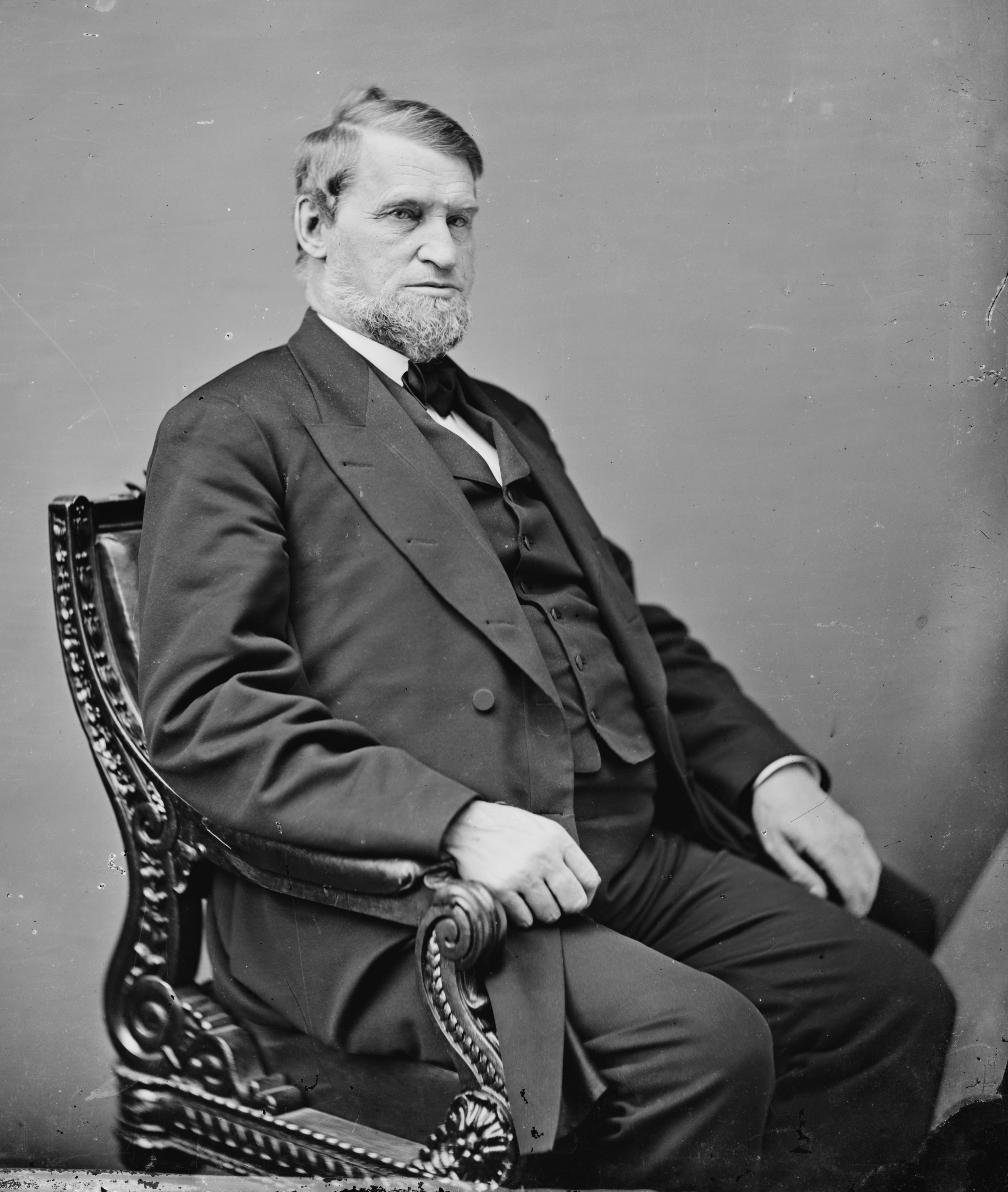
Oakes Ames

Oakes Ames (* 10. Januar 1804 in Easton, Bristol County, Massachusetts; † 8. Mai 1873 in North Easton, Massachusetts) war ein US-amerikanischer Politiker. Zwischen 1863 und 1873 vertrat er den Bundesstaat Massachusetts im US-Repräsentantenhaus.

## Werdegang
Oakes Ames war der Vater von Gouverneur Oliver Ames (1831–1895). Er besuchte die öffentlichen Schulen seiner Heimat und die Dighton Academy. Danach war er mit der Herstellung von Schippen und Schaufeln beschäftigt. Er wurde Mitglied der Republikanischen Partei; im Jahr 1860 saß er im Regierungsrat von Massachusetts.
Bei den Kongresswahlen des Jahres 1862 wurde Ames im zweiten Wahlbezirk von Massachusetts in das US-Repräsentantenhaus in Washington, D.C. gewählt, wo er am 4. März 1863 die Nachfolge von James Buffinton antrat. Nach vier Wiederwahlen konnte er bis zum 3. März 1873 fünf  Legislaturperioden im Kongress absolvieren. Diese waren von den Ereignissen des Bürgerkrieges und dessen Folgen geprägt. Seit 1865 war die Arbeit des Kongresses von den Spannungen zwischen der Republikanischen Partei und Präsident Andrew Johnson überschattet, die in einem nur knapp gescheiterten Amtsenthebungsverfahren gipfelten. Ames setzte sich erfolgreich für die transkontinentale Eisenbahngesellschaft Union Pacific Railroad ein. Sein Bruder Oliver war Präsident dieser Gesellschaft. Sein Engagement in diesem Bereich führte zu seiner Verwicklung in den Crédit-Mobilier-of-America-Skandal, wofür er im Februar 1873 im Kongress offiziell gerügt wurde.
Im Jahr 1872 verzichtete Ames auf eine erneute Kandidatur. Er starb am 8. Mai 1873, nur wenige Wochen nach dem Ende seiner Zeit im Kongress. Die Städte Ames in Iowa und Ames in Nebraska wurden jeweils nach ihm benannt. Sein Enkel, der ebenfalls den Namen Oakes Ames trug, wurde ein angesehener Botaniker.